# Grotta Uvada
Grotta Uvada este o arie protejată (arie specială de conservare — SAC, sit de importanță comunitară — SCI) din Italia întinsă pe o suprafață de 1,16 ha, integral pe uscat.

## Localizare
Centrul sitului Grotta Uvada este situat la coordonatele 46°06′23″N 11°39′40″E / 46.1064°N 11.6612°E.

## Înființare
Situl Grotta Uvada a fost declarat sit de importanță comunitară în iunie 1995 pentru a proteja 1 specie de animale. Situl a fost protejat și ca arie specială de conservare în martie 2014.

## Biodiversitate
Situată în ecoregiunea alpină, aria protejată conține 1 habitat natural: Peșteri inaccesibile publicului.
La baza desemnării sitului se află o specie protejată de  mamifere: liliac cârn (Barbastella barbastellus)
Pe lângă speciile protejate, pe teritoriul sitului au mai fost identificate 5 specii de mamifere.